# Pojkarnas slalom i alpin skidåkning vid olympiska vinterspelen för ungdomar 2020
Pojkarnas slalom i alpin skidåkning vid olympiska vinterspelen för ungdomar 2020 hölls på Les Diablerets Alpine Centre, Schweiz, den 14 januari 2020.

## Resultat
Tävlingen startade med första åket klockan 11:30 och fortsatte med andra åket klockan 15:00.
| Pl. | Nr | Namn                     | Nation                  | Tid 1           | Pl. 1           | Tid 2           | Pl. 2           | Totalt          | Skillnad        |
| --- | -- | ------------------------ | ----------------------- | --------------- | --------------- | --------------- | --------------- | --------------- | --------------- |
| 1   | 4  | Adam Hofstedt            | Sverige                 | 36,08           | 1               | 40,02           | 3               | 1.16,10         |                 |
| 2   | 13 | Luc Roduit               | Schweiz                 | 37,24           | 4               | 40,18           | 4               | 1.17,42         | +1,32           |
| 3   | 22 | Edoardo Saracco          | Italien                 | 36,81           | 2               | 40,97           | 12              | 1.17,78         | +1,68           |
| 4   | 1  | Oskar Gillberg           | Sverige                 | 37,90           | 8               | 39,98           | 2               | 1.17,88         | +1,78           |
| 5   | 17 | Tvrtko Ljutić            | Kroatien                | 37,46           | 6               | 40,45           | 7               | 1.17,91         | +1,81           |
| 6   | 9  | Marco Abbruzzese         | Italien                 | 38,06           | 9               | 39,87           | 1               | 1.17,93         | +1,83           |
| 7   | 27 | Marinus Sennhofer        | Tyskland                | 37,88           | 7               | 40,20           | 5               | 1.18,08         | +1,98           |
| 8   | 8  | Baptiste Sambuis         | Frankrike               | 37,38           | 5               | 40,74           | 8               | 1.18,12         | +2,02           |
| 9   | 19 | Max Geissler-Hauber      | Tyskland                | 38,07           | 10              | 40,31           | 6               | 1.18,38         | +2,28           |
| 10  | 10 | Louis Latulippe          | Kanada                  | 38,43           | 15              | 40,96           | 11              | 1.19,39         | +3,29           |
| 11  | 14 | Ohra Kimishima           | Japan                   | 38,54           | 17              | 40,94           | 10              | 1.19,48         | +3,38           |
| 12  | 12 | Roman Zverian            | Ryssland                | 38,73           | 18              | 40,80           | 9               | 1.19,53         | +3,43           |
| 13  | 37 | Eduard Hallberg          | Finland                 | 38,48           | 16              | 41,15           | 14              | 1.19,63         | +3,53           |
| 14  | 36 | Sandro Zurbrügg          | Schweiz                 | 38,40           | 13              | 41,43           | 17              | 1.19,83         | +3,73           |
| 15  | 21 | Tiziano Gravier          | Argentina               | 39,20           | 23              | 41,43           | 17              | 1.20,63         | +4,53           |
| 16  | 45 | Gian Maria Illariuzzi    | Italien                 | 39,24           | 24              | 41,66           | 20              | 1.20,90         | +4,80           |
| 17  | 34 | Nicolás Pirozzi          | Chile                   | 39,84           | 28              | 41,13           | 13              | 1.20,97         | +4,87           |
| 18  | 43 | Bartłomiej Sanetra       | Polen                   | 39,65           | 26              | 41,34           | 16              | 1.20,99         | +4,89           |
| 19  | 38 | David Kubeš              | Tjeckien                | 39,11           | 22              | 42,02           | 22              | 1.21,13         | +5,03           |
| 20  | 31 | Daniel Gillis            | USA                     | 39,82           | 27              | 41,82           | 21              | 1.21,64         | +5,54           |
| 21  | 41 | Ty Acosta                | Andorra                 | 40,16           | 29              | 41,55           | 19              | 1.21,71         | +5,61           |
| 22  | 51 | Juan Sánchez             | Spanien                 | 39,59           | 25              | 42,40           | 23              | 1.21,99         | +5,89           |
| 23  | 46 | Taras Filiak             | Ukraina                 | 40,66           | 30              | 42,66           | 24              | 1.23,32         | +7,22           |
| 24  | 26 | Simen Sellæg             | Norge                   | 42,43           | 37              | 41,18           | 15              | 1.23,61         | +7,51           |
| 25  | 16 | Thomas Hoffman           | Australien              | 38,22           | 12              | 45,44           | 31              | 1.23,66         | +7,56           |
| 26  | 42 | Derin Berkin             | Turkiet                 | 41,26           | 32              | 43,20           | 25              | 1.24,46         | +8,36           |
| 27  | 56 | Joey Steggall            | Australien              | 41,03           | 31              | 44,32           | 27              | 1.25,35         | +9,25           |
| 28  | 50 | Tamás Trunk              | Ungern                  | 41,93           | 36              | 43,69           | 26              | 1.25,62         | +9,52           |
| 29  | 57 | Hans Markus Danilas      | Estland                 | 42,84           | 39              | 44,59           | 28              | 1.27,43         | +11,33          |
| 30  | 58 | Andrei Tudor Stanescu    | Rumänien                | 42,49           | 38              | 45,71           | 32              | 1.28,20         | +12,10          |
| 30  | 55 | Uglješa Pantelić         | Serbien                 | 41,91           | 35              | 46,29           | 33              | 1.28,20         | +12,10          |
| 32  | 64 | Mirko Lazareski          | Nordmakedonien          | 43,01           | 40              | 45,20           | 29              | 1.28,21         | +12,11          |
| 33  | 49 | Christos Marmarellis     | Grekland                | 43,55           | 42              | 45,32           | 30              | 1.28,87         | +12,77          |
| 34  | 60 | Vakaris Jokūbas Lapienis | Litauen                 | 47,40           | 46              | 48,00           | 34              | 1.35,40         | +19,30          |
| 35  | 68 | Alberto Tamagnini        | San Marino              | 47,63           | 48              | 49,99           | 35              | 1.37,62         | +21,52          |
| 36  | 75 | Manuel Ramos             | Portugal                | 51,25           | 49              | 52,53           | 36              | 1.43,78         | +27,68          |
| 37  | 69 | Teo Žampa                | Slovakien               | 41,64           | 34              | 1.05,05         | 39              | 1.46,69         | +30,59          |
| 38  | 73 | Ray Iskandar             | Libanon                 | 53,40           | 50              | 55,29           | 37              | 1.48,69         | +32,59          |
| 39  | 71 | Thabo Rateleki           | Sydafrika               | 54,08           | 51              | 1.05,82         | 40              | 1.59,90         | +43,80          |
| 40  | 77 | Natthawut Hiranrat       | Thailand                | 1.09,68         | 52              | 1.00,29         | 38              | 2.09,97         | +53,87          |
| 41  | 3  | Philip Hoffmann          | Österrike               | 37,22           | 3               | Fullföljde inte | Fullföljde inte | Fullföljde inte | Fullföljde inte |
| 41  | 7  | Mackenzie Wood           | Kanada                  | 39,07           | 21              | Fullföljde inte | Fullföljde inte | Fullföljde inte | Fullföljde inte |
| 41  | 18 | Maxx Parys               | USA                     | 47,43           | 47              | Fullföljde inte | Fullföljde inte | Fullföljde inte | Fullföljde inte |
| 41  | 28 | Sindre Myklebust         | Norge                   | 38,42           | 14              | Fullföljde inte | Fullföljde inte | Fullföljde inte | Fullföljde inte |
| 41  | 29 | Konstantin Stoilov       | Bulgarien               | 38,19           | 11              | Fullföljde inte | Fullföljde inte | Fullföljde inte | Fullföljde inte |
| 41  | 30 | Bautista Alarcón         | Argentina               | 39,00           | 20              | Fullföljde inte | Fullföljde inte | Fullföljde inte | Fullföljde inte |
| 41  | 52 | Gauti Guðmundsson        | Island                  | 41,50           | 33              | Fullföljde inte | Fullföljde inte | Fullföljde inte | Fullföljde inte |
| 41  | 62 | Joachim Keghian          | Luxemburg               | 46,40           | 45              | Fullföljde inte | Fullföljde inte | Fullföljde inte | Fullföljde inte |
| 41  | 65 | Alen Bičakčić            | Bosnien och Hercegovina | 45,15           | 44              | Fullföljde inte | Fullföljde inte | Fullföljde inte | Fullföljde inte |
| 41  | 76 | Ezio Leonetti            | Albanien                | 44,23           | 43              | Fullföljde inte | Fullföljde inte | Fullföljde inte | Fullföljde inte |
| 41  | 32 | Robert Holmes            | Storbritannien          | 38,96           | 19              | Diskvalificerad | Diskvalificerad | Diskvalificerad | Diskvalificerad |
| 41  | 63 | Vladislav Shlemov        | Kazakstan               | 43,35           | 41              | Diskvalificerad | Diskvalificerad | Diskvalificerad | Diskvalificerad |
| 41  | 5  | Mikkel Remsøy            | Norge                   | Fullföljde inte | Fullföljde inte | Fullföljde inte | Fullföljde inte | Fullföljde inte | Fullföljde inte |
| 41  | 6  | Jaakko Tapanainen        | Finland                 | Fullföljde inte | Fullföljde inte | Fullföljde inte | Fullföljde inte | Fullföljde inte | Fullföljde inte |
| 41  | 11 | Valentin Lotter          | Österrike               | Fullföljde inte | Fullföljde inte | Fullföljde inte | Fullföljde inte | Fullföljde inte | Fullföljde inte |
| 41  | 15 | Victor Bessière          | Frankrike               | Fullföljde inte | Fullföljde inte | Fullföljde inte | Fullföljde inte | Fullföljde inte | Fullföljde inte |
| 41  | 20 | Lukas Ermeskog           | Sverige                 | Fullföljde inte | Fullföljde inte | Fullföljde inte | Fullföljde inte | Fullföljde inte | Fullföljde inte |
| 41  | 23 | Silvano Gini             | Schweiz                 | Fullföljde inte | Fullföljde inte | Fullföljde inte | Fullföljde inte | Fullföljde inte | Fullföljde inte |
| 41  | 24 | Martin Križaj            | Slovenien               | Fullföljde inte | Fullföljde inte | Fullföljde inte | Fullföljde inte | Fullföljde inte | Fullföljde inte |
| 41  | 25 | Matthew Ryan             | Irland                  | Fullföljde inte | Fullföljde inte | Fullföljde inte | Fullföljde inte | Fullföljde inte | Fullföljde inte |
| 41  | 33 | Rok Ažnoh                | Slovenien               | Fullföljde inte | Fullföljde inte | Fullföljde inte | Fullföljde inte | Fullföljde inte | Fullföljde inte |
| 41  | 35 | Vincent Wieser           | Österrike               | Fullföljde inte | Fullföljde inte | Fullföljde inte | Fullföljde inte | Fullföljde inte | Fullföljde inte |
| 41  | 39 | Jack Cunningham          | Storbritannien          | Fullföljde inte | Fullföljde inte | Fullföljde inte | Fullföljde inte | Fullföljde inte | Fullföljde inte |
| 41  | 40 | Rok Stojanovič           | Slovenien               | Fullföljde inte | Fullföljde inte | Fullföljde inte | Fullföljde inte | Fullföljde inte | Fullföljde inte |
| 41  | 44 | Louis Masquelier         | Belgien                 | Fullföljde inte | Fullföljde inte | Fullföljde inte | Fullföljde inte | Fullföljde inte | Fullföljde inte |
| 41  | 47 | Kim Si-won               | Sydkorea                | Fullföljde inte | Fullföljde inte | Fullföljde inte | Fullföljde inte | Fullföljde inte | Fullföljde inte |
| 41  | 48 | Trent Pennington         | USA                     | Fullföljde inte | Fullföljde inte | Fullföljde inte | Fullföljde inte | Fullföljde inte | Fullföljde inte |
| 41  | 53 | Harrison Messenger       | Nya Zeeland             | Fullföljde inte | Fullföljde inte | Fullföljde inte | Fullföljde inte | Fullföljde inte | Fullföljde inte |
| 41  | 54 | Kristofers Gulbis        | Lettland                | Fullföljde inte | Fullföljde inte | Fullföljde inte | Fullföljde inte | Fullföljde inte | Fullföljde inte |
| 41  | 59 | Yi Xiaoyang              | Kina                    | Fullföljde inte | Fullföljde inte | Fullföljde inte | Fullföljde inte | Fullföljde inte | Fullföljde inte |
| 41  | 61 | Maksim Davydouski        | Belarus                 | Fullföljde inte | Fullföljde inte | Fullföljde inte | Fullföljde inte | Fullföljde inte | Fullföljde inte |
| 41  | 66 | Roham Saba               | Iran                    | Fullföljde inte | Fullföljde inte | Fullföljde inte | Fullföljde inte | Fullföljde inte | Fullföljde inte |
| 41  | 67 | Nodar Kozanashvili       | Georgien                | Fullföljde inte | Fullföljde inte | Fullföljde inte | Fullföljde inte | Fullföljde inte | Fullföljde inte |
| 41  | 72 | Miguel Chi Hung Almirall | Hongkong                | Fullföljde inte | Fullföljde inte | Fullföljde inte | Fullföljde inte | Fullföljde inte | Fullföljde inte |
| 41  | 74 | Mackenson Florindo       | Haiti                   | Fullföljde inte | Fullföljde inte | Fullföljde inte | Fullföljde inte | Fullföljde inte | Fullföljde inte |
| 41  | 2  | Auguste Aulnette         | Frankrike               | Diskvalificerad | Diskvalificerad | Diskvalificerad | Diskvalificerad | Diskvalificerad | Diskvalificerad |
| 41  | 70 | Drin Kokaj               | Kosovo                  | Diskvalificerad | Diskvalificerad | Diskvalificerad | Diskvalificerad | Diskvalificerad | Diskvalificerad |